# Bryorella imitans
Bryorella imitans är en svampart som beskrevs av Döbbeler 2007. Bryorella imitans ingår i släktet Bryorella, klassen Dothideomycetes, divisionen sporsäcksvampar och riket svampar.   Inga underarter finns listade i Catalogue of Life.